# Theuma elucubata
Theuma elucubata là một loài nhện trong họ Gnaphosidae.
Loài này thuộc chi Theuma. Theuma elucubata được R. W. E. Tucker miêu tả năm 1923.